# Hatecore
Há dois sentidos para o termo "Hatecore". O primeiro foi criado para se referir à bandas com sons específicos em New York na década de 80, tais como a banda SFA (Stands for Anything). O termo foi criado devido ao som dessas bandas ser mais pesado, e agressivo com vocais em estilo gritado e gutural, lembrando bandas de Death Metal.
Já o segundo diz respeito as bandas de conteúdo lírico racista e nazi-fascista, tais como o Angry Aryans, Aggravated Assault e derivados. Este tipo de banda também costuma misturar em seus sons influências de RAC (Rock Against Communism).